# 波利斯托湖
57°11′0″N 30°23′30″E / 57.18333°N 30.39167°E

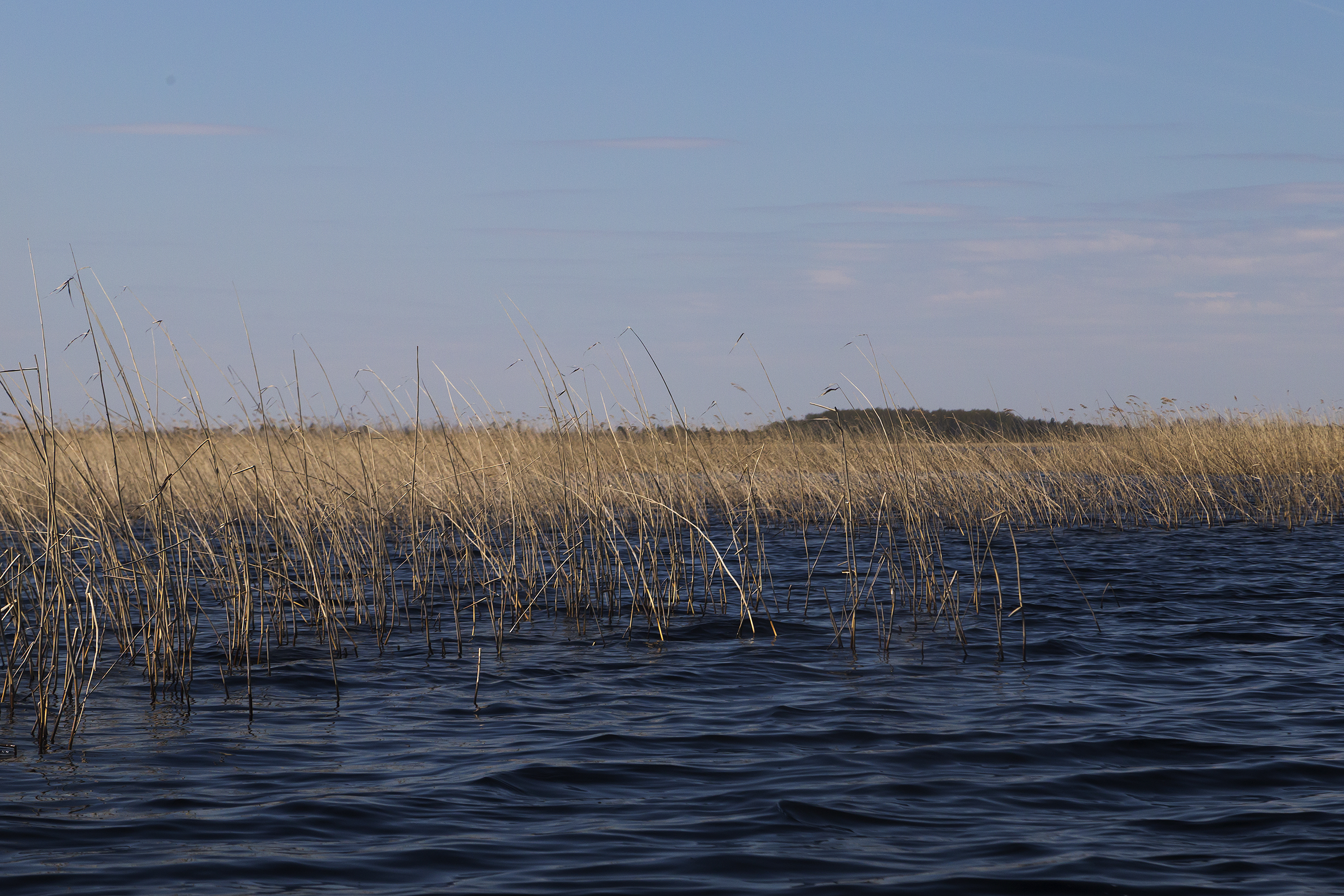

波利斯托湖（俄语：Полисто），是俄羅斯的湖泊，位於該國西北部，由普斯科夫州負責管轄，處於別扎尼齊區，面積30.6平方公里，集水區面積1,660平方公里，平均水深1.6米，最大水深2.4米。